# David J. Gardner
David J. Gardner ist ein US-amerikanischer Komponist und Arrangeur.
Gardner studierte Musik an der University of Wisconsin-Oshkosh sowie am VanderCook College of Music in Green Bay/Wisconsin. Seit 1979 war er Bandleader an der East High School in Green Bay. Er schrieb Arrangements von Märschen, Ragtimes, Pop und klassischer Musik für Holzbläser-, Blechbläser- und Saxophonchöre und kleinere Ensembles.

## Werke
- Slavonic dance, 1999
- Ragged rosy für Blechbläser und Perkussion
- Folksongs from Somerset
- Fascinating rhythm für Saxophonsextett oder -septett
- English folk song suite

## Quelle
- Alliance Publications, Inc. - G - Gardner, David J. (Memento vom 30. September 2013 im Internet Archive)

| Personendaten    | Personendaten                             |
| ---------------- | ----------------------------------------- |
| NAME             | Gardner, David J.                         |
| KURZBESCHREIBUNG | US-amerikanischer Komponist und Arrangeur |
| GEBURTSDATUM     | 20. Jahrhundert                           |